# Cảnh sát trại giam
Cảnh sát trại giam là một bộ phận thuộc lực lượng Công an nhân dân Việt Nam, có nhiệm vụ: thực hiện quản lý nhà nước về thi hành án phạt tù, thi hành quyết định đối với người bị xử lý vi phạm hành chính đưa vào cơ sở giáo dục, trường giáo dưỡng; trực tiếp quản lý các trại giam, cơ sở giáo dục, trường giáo dưỡng; giam giữ và giáo dục cải tạo người bị án phạt tù, quản lý và giáo dục người bị xử lý hành chính đưa vào cơ sở giáo dục hoặc trường giáo dưỡng.
Ra đời ngay sau Cách mạng tháng Tám 1945. Cảnh sát trại giam mang các tên gọi: lao cải, cảnh sát quản lý trại giam, cảnh sát quản lý và cải tạo phạm nhân.
Ngày 7.11.1950, Chủ tịch Hồ Chí Minh ký Sắc lệnh số 150 - SL Về tổ chức các trại giam.
Kể từ đó, ngày 7.11 được lấy làm ngày truyền thống của lực lượng Cảnh sát trại giam.
Theo Quyết định số 105 - QĐ/BNV (X13) ngày 18.3.1996, Cục Cảnh sát Trại giam được đổi là Cục Quản lý Trại giam, cơ sở giáo dục, Trường Giáo dưỡng trực thuộc bộ trưởng Bộ Nội vụ (nay là Bộ Công an).